# Paratrea plebeja
Paratrea plebeja ist die einzige Schmetterlingsart der Gattung Paratrea aus der Familie der Schwärmer (Sphingidae). Die Art ist vermutlich nahe mit der Gattung Manduca verwandt.

## Merkmale

### Merkmale der Falter
Die Falter haben eine Vorderflügellänge von 31 bis 35 Millimeter. Die Vorderflügel sind grau und weiß gemustert und haben eine Reihe von schwarzen Linien, die von der Flügelspitze über die Medialregion bis an den Rand des Flügelinnenrandes verlaufen. Die Tiere haben einen kleinen, weißen, runden Diskalfleck. Die Hinterflügel sind mit Ausnahme eines cremefarbenen Bereichs um die Diskalzelle graubraun. Die Musterung der Falter ist nicht variabel.

### Merkmale der Raupen

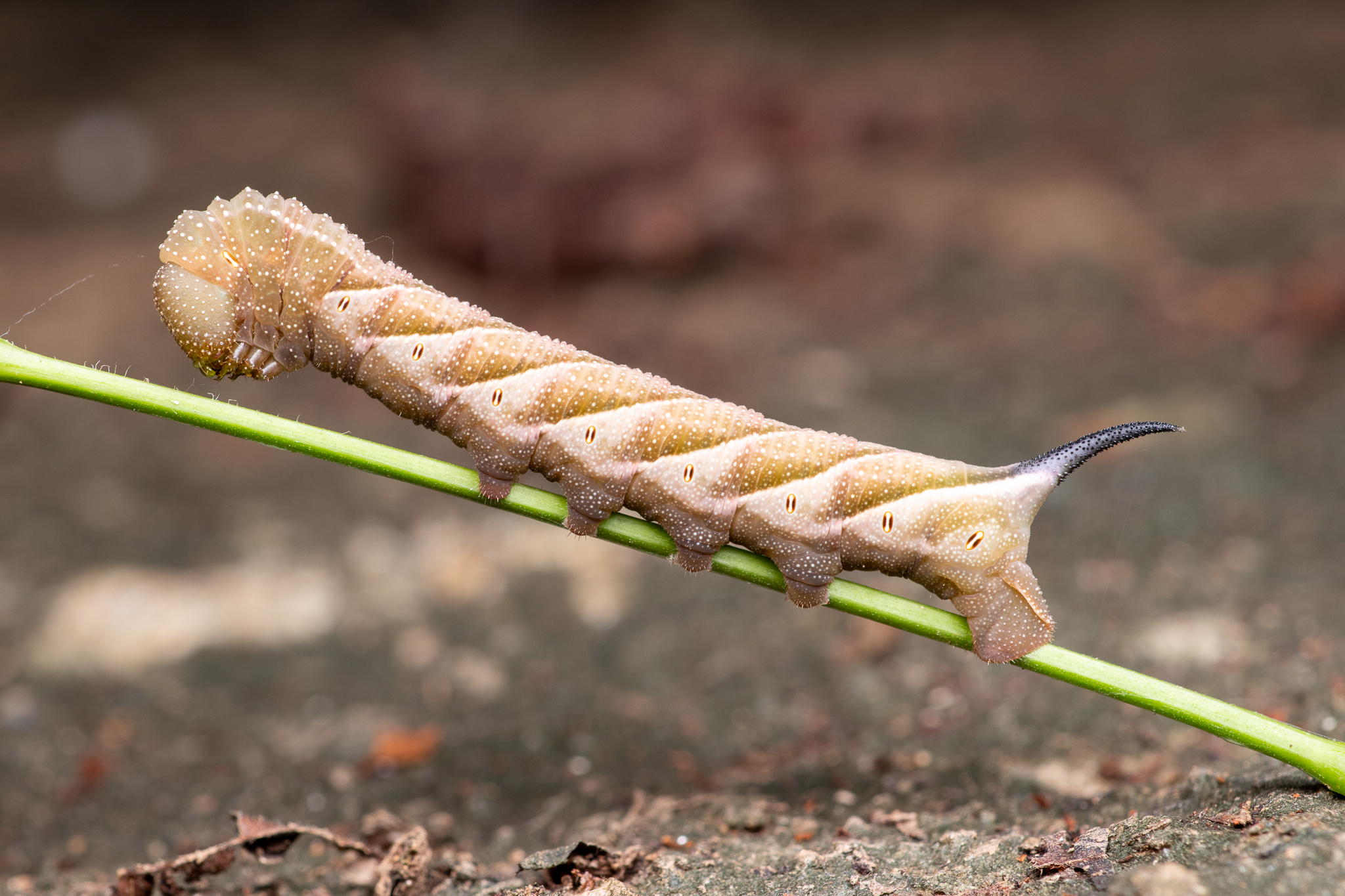
Raupe von Paratrea plebeja in der Färbung der Puppe

Die Raupen sind im letzten Stadium sehr auffällig gefärbt. Sie tragen seitlich am Körper sieben breite Streifen, die unten weiß sind und sich nach oben zum Rücken des nachfolgenden Segments hin kräftig gelb verfärben. Die Bauchseite der Raupen ist blassgrün, der Rücken limettengrün. Zusätzlich sind die Tiere mit vereinzelten, feinen Sekundärborsten versehen. Unterhalb der Stigmen sind weißlich, oberhalb gelb. Das ziemlich glatte Analhorn ist blau und leicht nach hinten gekrümmt.

### Merkmale der Puppen
Die Puppen sind walnussbraun, die Flügelscheiden und der Rücken sind jedoch etwas dunkler, als der Hinterleib. Ihre Oberfläche ist leicht rau. Der ziemlich lange Saugrüssel liegt frei, ist jedoch nahe am Körper anliegend. Der kurze Kremaster ist dreieckig und endet in einer scharfen Spitze.

## Vorkommen
Die Art ist nearktisch verbreitet und kommt vom Osten der Vereinigten Staaten bis an den Rand der Great Plains vor. Dort findet man sie noch in Nebraska, Kansas, Oklahoma und dem östlichen Texas. Auch ein Fund aus Briscoe County (Texas) ist dokumentiert. Im Südosten der Vereinigten Staaten, in den Tälern des Mississippi Rivers und des Ohio Rivers und entlang der Atlantikküste kann die Art recht häufig auftreten. Der nördlichste Nachweis der Art aus den Vereinigten Staaten stammt aus Cape Cod, sowie weiter westlich aus Lucas County (Ohio), Cass County (Michigan) und Hardin County (Iowa). Der einzige Fund in Kanada stammt aus dem Süden Ontarios. Es ist jedoch unklar, ob diese nördlichen Nachweise nur Irrgäste, oder auch dauerhafte Populationen dokumentieren.
Die Art ist eine Art der östlichen nordamerikanischen Mischwälder.

## Lebensweise
Die Imagines können während der Abenddämmerung beim Blütenbesuch beobachtet werden. Man hat sie an Gewöhnlichem Seifenkraut (Saponaria officinalis), Flammenblumen (Phlox), Petunien (Petunia), Wunderblumen (Mirabilis), Heckenkirschen (Lonicera), Hymenocallis caroliniana und Verbenen (Verbena) nachgewiesen.

### Flug- und Raupenzeiten
Die Falter fliegen im Norden in zumindest zwei Generationen von Mai bis August. Im Süden fliegen sie ebenso in zwei Generationen von Ende April bis Juni und von August bis Oktober. In Florida sogar von April bis November und in Louisiana von März bis September, dies jeweils in mehreren Generationen.

### Nahrungspflanzen der Raupen
Die Raupen ernähren sich von Amerikanischer Klettertrompete (Campsis radicans), Gelber Trompetenblume (Tecoma stans), allen Trompetenbaumgewächse (Bignoniaceae), sowie der eingeschleppten Tecomaria capensis. Es ist unklar, ob die Raupen auch an Gemeinem Flieder (Syringa vulgaris) und Passionsblumen (Passiflora) fressen, wie von Hodges (1971) angegeben wurde.

## Entwicklung
Die Weibchen legen ihre Eier einzeln auf den Unterseiten der Nahrungspflanzen ab. Die Verpuppung findet in einer flachen Kammer im Erdboden statt.